# Sinopodisma dolichypyga
Sinopodisma dolichypyga är en insektsart som först beskrevs av Huang, C. 1988.  Sinopodisma dolichypyga ingår i släktet Sinopodisma och familjen gräshoppor. Inga underarter finns listade i Catalogue of Life.